# Любовь на сене
«Любовь на сене» — российская мелодрама 2009 года. Последний фильм с участием Владислава Галкина.

## Сюжет
Коля Евлашкин выходит из мест не столь отдалённых и сразу попадает в милицию: его обвиняют в воровстве, а он просто помогал поднести сумку гражданке Надежде Лемешевой. Надя, увидев, что на вора Коля совсем не похож, забирает своё заявление из милиции и даёт ему денег. Вскоре Коля приезжает в деревню, где живёт Надя.
У Нади уже давно есть сын от её бывшего мужа, который попадает в самые нелепые ситуации. То он залезет на крышу сарая за змеем, то ещё всякая куча бед.
Как и положено честному человеку, Коля готов не только вернуть долг, но даже жениться. Неожиданно на деревенскую красавицу начинает претендовать ещё пара мужчин: это бывший одноклассник Нади, ныне являющийся скромным олигархом, и внезапно объявившийся муж, который сам же сбежал от неё. Весь этот треугольник и составляет жизнь маленькой деревеньки с говорящим названием Бухалово.

## В ролях
- Владислав Галкин — Коля Евлашкин
- Елена Лядова — Надя Лемешева
- Сергей Юшкевич — Федя
- Никита Зверев — Слава Евлохов
- Елена Бирюкова — Шура
- Максим Емельянов — Петя
- Александр Пятков — Гурий, отец Насти
- Никита Сологалов — Ромка
- Сергей Заботин — мужик
- Полина Максимова — Настя

## Персонажи
1. Николай (Коля) Евлашкин — бывший зэк, сидевший 6 лет за воровство меди. До тюрьмы работал на тракторном заводе. Попал в милицию за «воровство». Работал дояром. Был в больнице с сотрясением мозга.
2. Надежда (Надя) Лемешева — мать Ромы. Забрала заявление из милиции, видя, что Коля не похож на вора.
3. Фёдор (Федя) Лемешев — бывший муж Нади и отец Ромы.
4. Вячеслав (Слава) Евлохов — бывший одноклассник Нади. Ныне — скромный олигарх.
5. Александра (Шура) — вдова. Хотела завязать отношения с Колей.
6. Пётр (Петя) — детдомовец. В начале фильма вернулся из армии. Завязал отношения с Настей, но Гурий в их любовь «вставлял палки».
7. Гурий — вдовец, отец Насти.
8. Роман (Рома) — сын Нади и Фёдора. Сначала невзлюбил Колю, но потом «оттаял».
9. Анастасия (Настя) — дочь Гурия. Завязала роман с Петей.

## Съёмочная группа
- Режиссёр: Александр Сайдоха, Валерий Чиков
- Автор сценария: Валерий Чиков
- Оператор: Николай Ивасив, Сергей Житомирский
- Художник-постановщик: Сергей Жакулин
- Звукорежиссёр: Станислав Семенов

## Съёмки
Съёмки велись в сентябре-октябре 2009 года в подмосковной Рузе.

## Награды
- Первое место в конкурсе игровых телефильмов «ТВ-Шок» кинофестиваля «Киношок», 2010.[2]